# 베스트쿠스트선
베스트쿠스트선(스웨덴어: Västkustbanan)은 스웨덴 예테보리-룬드 간을 잇는 스웨덴의 철도 노선이다. 스웨덴의 서부 해안을 달리므로 이러한 이름이 붙었다. 1880년대 사설 철도로 개통되었고, 예테보리-말뫼 간 간선 철도였기 때문에 여러 회사에서 합동으로 관리하였다. 1896년 국가에서 노선을 매입하였고(셰블링에-룬드 C 구간은 1940년 매입함), 안티쿠스트 법을 폐지하였다.
1990년대 초반에 많은 구간이 복선화되었고, 전 구간 운행 시간이 2시간 15분까지 단축되었다. 복선화 구간 중에는 할란드소스 터널이 있다. 스코네 지역의 운행 구간도 변경되었다. 2001년까지는 란드스크로나, 1991년까지는 헬싱보리로 열차가 경유하지 않았고 스코네 지역으로 더 들어갔지만, 터널 개통 이후 이 도시로 열차가 지나간다. 유럽 고속도로 E6/E20이 1996년에 완공된 데 비하여, 복선 철도 건설이 지지부진했다는 사실도 문제가 되었다.
2009년 1월부터 베스트쿠스트 선의 지역 교통(스코넷트라피켄, 할란드스트라피켄, 베스트트라피크)은 SJ 및 외레순토그에 위탁하였다. SJ 및 외레순토그의 승차권 및 정기권은 교환 사용할 수 없다. X 2000 열차가 할름스타드, 헤슬레홀름 경유 말뫼로 운행하며, X31 열차를 사용하여 헬싱보리발 IC 열차를 운행한다. 할란드소스 터널의 교통량이 많기 때문에 화물 열차는 할름스타드-마르카뤼드-헤슬레홀름을 경유한다.

## 역사
- 건설 당시 구간: 말뫼-아를뢰브-셰블링에-테코마토르프-오스토르프-엥겔홀름
- 현재 구간: 말뫼-룬드-셰블링에-란드스크로나-헬싱보리-엥겔홀름

노선 초기에 참여하였던 사철은 다음과 같다. 룬드-셰블링에 철도를 제외한 모든 사철은 1896년 국유화되었다.
- 말뫼-빌레스홀름 철도(MBJ, 1886년): 말뫼-빌레스홀름 59km
- 룬드-셰블링에 철도(LKJ, 1886년): 룬드-셰블링에 12.6km (룬드-트렐레보리 철도의 연장선. 1940년 SJ에서 매입하였고, 1948년 전철화되었다. 이후 베스트쿠스트 선의 교통량이 룬드를 경유한다.)
- 란드스크로나 엥겔홀름 철도(LEJ, 1876년): 란드스크로나-빌레스홀름-엥겔홀름 49km
- 스코네-할란드 철도(SHJ, 1885년): 헬싱보리-카타르프-할름스타드 92km, 오스토르프-카타르프-회가네스 철도 27km
- 멜레르스타 할란드 철도(MHJ, 1886년): 할름스타드-바르베리 75km
- 예테보리 할란드 철도(GHB, 1888년): 바르베리-예테보리 77km

이러한 여러 회사가 건설한 사철이라는 노선 특성 때문에 건설 당시에는 스코네 내륙을 지났다. 엥겔홀름-헬싱보리, 헬싱보리-셰블링에, 란드스크로나-셰블링에 간은 여러 노선이 있었다. 초기에는 헬싱보리로 열차가 경유하지 않았기 때문에 예테보리-헬싱보리 간은 별도의 열차가 2시간마다 운행하였다. 헬싱보리 경유 예테보리-말뫼 열차는 헤슬레홀름 대신 오스토르프를 경유하였으며, 란드스크로나로 가려면 헬싱보리에서 버스를 타야 했다. 헬싱보리 남부로 가는 열차는 로 선을 경유하였고, 현재 로 선은 통근 열차 및 란드스크로나 경유 화물 열차의 우회 노선으로 사용된다.
1990년대에 헬싱보리-란드스크로나-룬드 노선을 건설하여 쇠드라 스탐바난과 연결시키기로 하였다. 룬드 쪽에서는 1800년대에 셰블링에로 가는 노선을 건설하여, 말뫼-예테보리 열차를 경유시켰다. 여객 운송에서 중요한 노선이기 때문에 1940년대에 국유화되었다. 1998년-2001년 동안 셰블링에-헬싱보리 구간이 복선화되었고, 헬싱보리 도심의 철도는 터널로 지하화되었다. 헬싱보리-엥겔홀름 구간은 고저차 및 토지 확보 때문에 복선 터널을 건설하고 있다.
2006년 1월 이전에는 말뫼에서 출발한 X 2000 열차가 헤슬레홀름, 마르카뤼드-할름스타드 경유 헬싱보리로 운행하였으나, 이후 헤슬레홀름만 경유하도록 조정되었다. 엥겔홀름을 경유하는 통근 열차의 선로 용량 및 헤슬레홀름-할름스타드 간 허용 속도 문제가 있었다.
가장 최근에 개축된 역은 팔셴베리 역으로, 2008년 건설되었다.

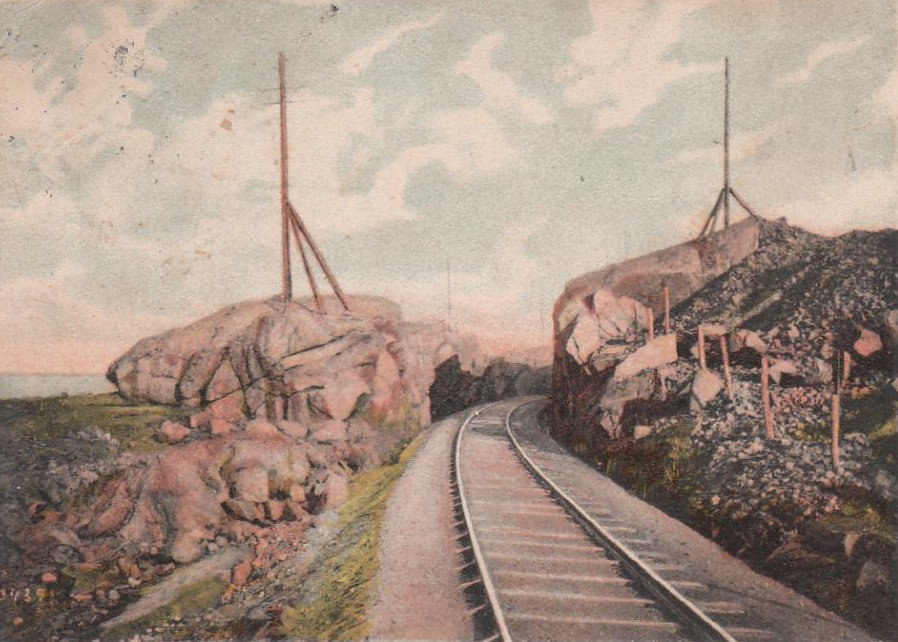
1900년대 바르베리 근처 베스트쿠스트 선

## 노선
(말뫼) 룬드-셰블링에-란드스크로나-헬싱보리-엥겔홀름-보스타드-라홀름-할름스타드-팔셴베리-바르베리-쿵스바카-묄른달-예테보리
2009년 기준으로 복선 및 단선 구간은 다음과 같다.
| 구간                       | 거리  | 선로 수             | 설명                                                                          |
| -------------------------- | ----- | ------------------- | ----------------------------------------------------------------------------- |
| 룬드 C - 헬싱보리 C        | 53km  | 복선                | 셰블링에-람뢰사 구간에는 25퍼밀 구배가 있어서, 화물 열차는 구선으로 운행한다. |
| 헬싱보리 C - 마리아        | 5km   | 단선                | 2020년까지는 착공 예정이 없다.                                                |
| 마리아 - 엥겔홀름          | 22km  | 단선                | 2016-2017년 사이에 복선화 계획이 있다.                                        |
| 엥겔홀름 - 링발렌          | 5km   | 단선                | 2005년 12월 복선화 공사가 시작되었다.                                         |
| 링발렌 - 푀르슬뢰브        | 8km   | 복선                |                                                                               |
| 푀르슬뢰브 - 보스타드 노라 | 11km  | 단선                | 할란드소스 터널, 2015년 완공 예정.                                            |
| 보스타드 노라 - 함라       | 96km  | 복선                |                                                                               |
| 함라 - 바르베리            | 8km   | 단선                | 바르베리 구간은 터널로 복선화할 예정이며, 2012년까지 착공할 예정이다.         |
| 바르베리 - 예테보리 C      | 77km  | 복선                |                                                                               |
|                            |       |                     |                                                                               |
| 베스트쿠스트 선 전체       | 285km | 복선 234, 단선 51km |                                                                               |

## 개량 계획
2008년 할란드소스 터널을 포함한 복선 구간 15km를 착공하였다. 할란드소스 터널은 8km 길이의 터널을 포함한 10km 복선 구간 건설 계획이다. 최대 병목 구간이었으므로 교통량을 더 증가시킬 수 있다. 예테보리 근처 화물선에 사용하였던 1930년대에 건설된 다리의 신축 공사는 2009년 완공되었다. 헬싱보리-마리아 구간은 2008년 6월 조사가 끝났고, 반베르케트에서는 현재 구간을 복선화하며 마리아 역 남부에 1km 복선 구간을 건설할 것이라고 하였다. 2010년까지 조사를 끝내고 2016-2017년에 착공할 예정이다. 한편 이미 단선 노선이 충분히 직선이고 고속화되어 있어서 복선의 경제성이 떨어진다는 연구 결과도 있다.
마리아-헬싱보리 구간은 기초 조사 중이며, 폴셰 숲을 지나기 때문에 숲 지하를 터널로 지나갈 가능성이 있다. 2017년-2020년에 착공할 계획이 있다.
보르베리 쪽은 복선화 계획이 이미 잡혀 있으나 착공 예정이 불투명하다. 할란드소스 터널 포함 전 노선이 복선화되면 2시간 10분까지 완주 시간을 줄일 수 있다. (현재 IC 열차로 2시간 35분, 외레순토그 열차로 3시간 10분)

## 참조
1. ↑  Trafikverket - Pressmeddelande (2010년 6월 21일). “Trafikverket skjuter upp dubbelspår mellan Förslöv och Ängelholm”. 2011년 1월 9일에 원본 문서에서 보존된 문서. 2010년 7월 11일에 확인함.
2. 1 2  “Trafikverkets projektsida för Ängelholm-Maria”. 2011년 1월 10일에 원본 문서에서 보존된 문서. 2010년 12월 31일에 확인함.
3. ↑  Trafikverkets planeringsdel för Ängelholm-Maria[깨진 링크(과거 내용 찾기)]
4. ↑  “Effekter och samhällsekonomisk bedömning för sträckan Ängelholm-Maria” (PDF). 2013년 12월 31일에 원본 문서 (PDF)에서 보존된 문서. 2010년 12월 31일에 확인함.
5. ↑  “Trafikverkets projektsida för Helsingborg-Maria”. 2010년 8월 17일에 원본 문서에서 보존된 문서. 2010년 8월 4일에 확인함.